# Паризе, Жан-Поль
Жан-Поль (Ж. П.) Паризе́ (фр. Jean-Paul Parisé; 11 декабря 1941, Смут-Рок-Фолс, Онтарио — 7 января 2015, Прайор-Лейк, Миннесота) — канадский хоккеист, нападающий, тренер. Отец американского хоккеиста Зака Паризе. Паризе, проведший большую часть своей карьеры в НХЛ в клубе «Миннесота Норт Старз», дважды (в 1970 и 1973 годах) принял участие в матчах всех звёзд НХЛ, а также представлял сборную Канады в Суперсерии 1972 года.

## Личная жизнь
Жан-Поль Паризе родился в маленьком городке Смут-Рок-Фолс на севере провинции Онтарио в семье работника бумажной фабрики. Он был дважды женат и имел детей от обоих браков; со своей второй женой, Донной, сестрой товарища по команде, Паризе познакомился в 1971 году в Бостоне, куда она приехала с ними как «двухмиллионная болельщица „Норт Старз“». Донна родила ему двух сыновей — Джордана и Зака; оба пошли по стопам отца, став профессиональными хоккеистами, и Зак даже возглавил сборную США на Олимпиаде в Сочи.
В 1999 году у Паризе был диагностирован рак предстательной железы, но эту болезнь ему удалось победить. В январе 2014 года у него был снова диагностирован рак — на этот раз рак лёгких в четвёртой стадии. В течение года Паризе проходил курс химиотерапии, из-за побочных эффектов которого осенью был на месяц госпитализирован, и в итоге прекратил лечение. Он умер 7 января 2015 года у себя дома в пригороде Миннеаполиса Прайор-Лейк.

## Спортивная карьера
Жан-Поль Паризе начинал играть в хоккей с другими мальчишками из своей школы на открытых катках, где зимой температура могла падать до 45—50 градусов ниже нуля. По собственным воспоминаниям, уже к 16 годам он играл в соревнования взрослых команд, где однажды ему проломили голову клюшкой. Однако внимание к себе Паризе привлёк чуть позже, в сезоне 1961/1962 в составе любительской команды Хоккейной ассоциации Онтарио «Ниагара Фолз Флайерз» под руководством Хапа Эммза (будущего генерального менеджера «Бостон Брюинз»). Уже в это время он зарекомендовал себя как ключевого игрока как в нападении, так и в защите, искупая небольшой рост мощью, вкладываемой в силовую борьбу с соперниками. В 1962 году он перешёл в профессиональный хоккей, в следующие шесть лет в основном выступая во второстепенных профессиональных лигах, но при этом успев сыграть около двух десятков игр в двух сезонах за «Брюинз», которым в тот момент принадлежал его контракт.
В расширительном драфте НХЛ 1967 года права на Паризе получила команда «Калифорния Силз», быстро передавшая их «Торонто Мейпл Лифс» после того, как тот поругался с тренером. После половины сезона в фарм-клубе «Торонто», «Рочестер Американс», Паризе перешёл в клуб НХЛ «Миннесота Норт Старз». В «Миннесоте» Паризе быстро стал одним из важнейших игроков и в нападении (выступая в одном звене с Джудом Друэном и Биллом Голдсуорти), и в обороне. Его игру в нападении по-прежнему отличала силовая манера, постоянная борьба за шайбу и периодические выходы на добивание.
В 1970 и 1973 годах — в два своих лучших сезона в «Миннесоте» — Паризе дважды играл в матчах всех звёзд в НХЛ, но его имя по-настоящему оказалось в центре внимания, когда он попал в национальную сборную Канады в Суперсерии 1972 года против команды СССР в качестве мастера силовой борьбы. Паризе поставили в одну тройку с Уэйном Кашманом и Филом Эспозито; его задачей в атаке было поставлять шайбы Эспозито на пятачок перед воротами, но за шесть из восьми игр серии он и сам, помимо двух результативных передач, отметился двумя голами. Наиболее памятным, однако, стало его короткое участие в заключительной игре Суперсерии. На четвёртой минуте матча Паризе применил силовой приём против Александра Мальцева сразу же после того, как тот расстался с шайбой. Судья назначил канадцу двухминутный штраф, но тот вступил с ним в пререкания и был наказан уже десятиминутным техническим штрафом. Паризе пришёл в бешенство. Взмахнув клюшкой на высоте плеча, он покатился на арбитра, и со стороны могло показаться, что тот останется без головы. Однако Паризе остановил удар в нескольких сантиметрах от шеи судьи. После этого его удалили с площадки до конца игры. Сам Паризе, хотя и сожалел о том, что потерял самообладание, позже намекал, что именно его вспышка стала причиной того, что до конца матча от напуганных арбитров больше не последовало ни одного спорного свистка в адрес канадской сборной. Технический штраф в восьмой игре привёл к тому, что Паризе закончил Суперсерию с наибольшим в канадской сборной багажом штрафных минут (28).
К сезону 1974/1975, когда Паризе исполнилось уже 33 года, его результативность стала снижаться. В итоге в январе 1975 года «Норт Старз» обменяли его с «Нью-Йорк Айлендерс» на нападающих Эрнеста Хика и Дага Ромбу. Ветеран Паризе помог молодой нью-йоркской команде впервые за трёхлетнюю историю пробиться в плей-офф Кубка Стэнли, а затем дошёл с ней до полуфинала, отыграв в четвертьфинальной серии дефицит в три поражения (во второй раз за историю НХЛ) и набрав 16 очков в 17 играх по системе «гол плюс пас». Один из его восьми голов, заброшенный на 11-й секунде дополнительного времени в третьем матче серии первого круга против «Нью-Йорк Рейнджерс», генеральный менеджер «Айлендерс» Билл Торри позже называл самым важным в истории клуба. В следующие два сезона с «Айлендерс» Паризе, как и в «Миннесоте», вносил большой вклад в успешную игру команды на обоих концах площадки.
В середине сезона 1977/1978 «Айлендерс» выменяли Паризе и защитника Жана Потвена в клуб «Кливленд Баронз», который уже летом 1978 года слился с «Миннесотой». Так Паризе снова оказался в «Норт Старз», где и провёл свой последний сезон в НХЛ в качестве капитана. Он завершил игровую карьеру в 1979 году.
После окончания игровой карьеры Паризе оставался с «Норт Старз» ещё девять лет, выполняя обязанности помощника тренера. Один год из этого периода он провёл на посту главного тренера фарм-клуба «Норт Старз» — «Солт Лейк Голден Иглз» — в Центральной хоккейной лиге. После окончательного расставания с НХЛ он работал хоккейным тренером в спортивной школе Шаттак-Сент-Мари в Фэрибо (Миннесота). Спортшкола Шаттак-Сент-Мари считается одной из лучших в США в области подготовки хоккеистов, и среди воспитанников Паризе в годы его работы в ней был не только его сын Зак, но и такие будущие звёзды НХЛ, как Сидней Кросби и Джонатан Тэйвз.

### Игровая статистика
| 1961-62          | Ниагара Фолз Флайерз   | OHA              | 38  | 8   | 20  | 28  | 0   | —  | —  | —  | —  | —  |
| 1961-62          | Кингстон Фронтенакс    | EPHL             | 1   | 0   | 0   | 0   | 0   | —  | —  | —  | —  | —  |
| 1962-63          | Кингстон Фронтенакс    | EPHL             | 64  | 11  | 17  | 28  | 64  | 5  | 0  | 0  | 0  | 6  |
| 1963-64          | Миннеаполис Брюинз     | CPHL             | 72  | 27  | 36  | 63  | 77  | 5  | 1  | 2  | 3  | 10 |
| 1964-65          | Миннеаполис Брюинз     | CPHL             | 70  | 17  | 56  | 73  | 106 | 5  | 5  | 1  | 6  | 0  |
| 1965-66          | Оклахома Сити Блейзерс | CPHL             | 69  | 19  | 30  | 49  | 137 | 7  | 6  | 3  | 9  | 2  |
| 1965-66          | Бостон Брюинз          | НХЛ              | 3   | 0   | 0   | 0   | 0   | —  | —  | —  | —  | —  |
| 1966-67          | Оклахома Сити Блейзерс | CPHL             | 42  | 11  | 22  | 33  | 98  | 11 | 1  | 9  | 10 | 32 |
| 1966-67          | Бостон Брюинз          | НХЛ              | 18  | 2   | 2   | 4   | 10  | —  | —  | —  | —  | —  |
| 1967-68          | Рочестер Американс     | АХЛ              | 30  | 10  | 18  | 28  | 37  | —  | —  | —  | —  | —  |
| 1967-68          | Торонто Мейпл Лифс     | НХЛ              | 1   | 0   | 1   | 1   | 0   | —  | —  | —  | —  | —  |
| 1967-68          | Миннесота Норт Старз   | НХЛ              | 43  | 11  | 16  | 27  | 27  | 14 | 2  | 5  | 7  | 10 |
| 1968-69          | Миннесота Норт Старз   | НХЛ              | 76  | 22  | 27  | 49  | 57  | —  | —  | —  | —  | —  |
| 1969-70          | Миннесота Норт Старз   | НХЛ              | 74  | 24  | 48  | 72  | 72  | 6  | 3  | 2  | 5  | 2  |
| 1970-71          | Миннесота Норт Старз   | НХЛ              | 73  | 11  | 23  | 34  | 60  | 12 | 3  | 3  | 6  | 22 |
| 1971-72          | Миннесота Норт Старз   | НХЛ              | 71  | 19  | 18  | 37  | 70  | 7  | 3  | 3  | 6  | 6  |
| 1972-73          | Миннесота Норт Старз   | НХЛ              | 78  | 27  | 48  | 75  | 96  | 6  | 0  | 0  | 0  | 9  |
| 1973-74          | Миннесота Норт Старз   | НХЛ              | 78  | 18  | 37  | 55  | 42  | —  | —  | —  | —  | —  |
| 1974-75          | Миннесота Норт Старз   | НХЛ              | 38  | 9   | 16  | 25  | 40  | —  | —  | —  | —  | —  |
| 1974-75          | Нью-Йорк Айлендерс     | НХЛ              | 41  | 14  | 16  | 30  | 22  | 17 | 8  | 8  | 16 | 22 |
| 1975-76          | Нью-Йорк Айлендерс     | НХЛ              | 80  | 22  | 35  | 57  | 80  | 13 | 4  | 6  | 10 | 10 |
| 1976-77          | Нью-Йорк Айлендерс     | НХЛ              | 80  | 25  | 31  | 56  | 46  | 11 | 4  | 4  | 8  | 6  |
| 1977-78          | Нью-Йорк Айлендерс     | НХЛ              | 39  | 12  | 16  | 28  | 12  | —  | —  | —  | —  | —  |
| 1977-78          | Кливленд Баронз        | НХЛ              | 40  | 9   | 13  | 22  | 27  | —  | —  | —  | —  | —  |
| 1978-79          | Миннесота Норт Старз   | НХЛ              | 57  | 13  | 9   | 22  | 45  | —  | —  | —  | —  | —  |
| За карьеру в НХЛ | За карьеру в НХЛ       | За карьеру в НХЛ | 890 | 238 | 356 | 594 | 706 | 86 | 27 | 31 | 58 | 87 |